# خلفة البحاء (حرض)

تعديل مصدري - تعديل

خلفة البحاء هي إحدى قرى عزلة بني الحداد بمديرية حرض التابعة لمحافظة حجة، بلغ تعداد سكانها 30 نسمة حسب تعداد اليمن لعام 2004.